# Grand Prix du Locle
Das Strassenradrennen Grand Prix du Locle war ein Eintagesrennen für Berufsfahrer in der Schweiz.

## Geschichte
1939 wurde die Tradition des Rennens begründet und bis 1962 fortgeführt. Das Rennen führte rund um Le Locle im Kanton Neuenburg über eine Distanz von 192 Kilometern. Dabei wurde mehrfach ein Rundkurs absolviert. 1941 und 1957 wurde auf der Strecke der Schweizer Strassenmeister ermittelt. Das Rennen hatte 15 Austragungen.

## Palmarès
- 1939  Robert Zimmermann
- 1940 nicht ausgetragen
- 1941  Karl Litschi
- 1942–1945 nicht ausgetragen
- 1946  Guy Lapébie
- 1947–1949 nicht ausgetragen
- 1950  Jean Brun
- 1951  Louison Bobet
- 1952  Eugen Kamber
- 1953  Carlo Clerici
- 1954  Guy Lapébie
- 1955  Alfredo Pasotti
- 1956  Rolf Graf
- 1957  Hans Hollenstein
- 1958  Rolf Graf
- 1959  Piet Damen
- 1960  Guglielmo Garello
- 1961  Robert Ducard
- 1962  Joseph Groussard